# 4912 Емілгорі
4912 Емілгорі (4912 Emilhaury) — астероїд головного поясу, відкритий 11 листопада 1953 року.
Тіссеранів параметр щодо Юпітера — 3,575.